# The Ballad of Ho Chi Minh
The Ballad of Ho Chi Minh là tên 1 bài hát do nhạc sĩ Ewan MacColl sáng tác về Hồ Chí Minh. Bài hát có tên tiếng Việt là Bài ca Hồ Chí Minh. Bài hát được sáng tác vào khoảng năm 1954 và đã được nhiều người thể hiện. Có tới 7 thứ tiếng khác nhau để thể hiện bài hát này.

## Hoàn cảnh sáng tác
Vào đêm nghe tin Pháp đã để mất quyền kiểm soát Điện Biên Phủ (7/5/1954), Ewan MacColl đã nói với những người bạn của mình: ...Tại sao chiến thắng đặc biệt có ý nghĩa này lại xảy ra ở Việt Nam mà không phải ở một mảnh đất thuộc địa nào khác? Gần đây, tôi đã được đọc một cuốn sách quý, gồm nhiều bài viết của một số giáo sư sử học phương Đông và Pháp, Italia... Ca ngợi một nhân vật vĩ đại của thế kỷ XX. Đó là Cụ Hồ Chí Minh, nhà lãnh tụ vừa dẫn dắt nhân dân Việt Nam làm nên chiến thắng kiệt xuất Điện Biên Phủ....
Những cảm hứng nghệ thuật viết 1 tác phẩm về Hồ Chí Minh đã đến với ông sau khi đọc xong quyển sách trên. Và ông đã lý giải về nhịp điệu bài hát chính là làn điệu dân ca cổ Saxon, ông đã dùng để nói lên đây là tình cảm của người dân nước Anh dành cho vị chủ tịch này .
Bài hát sau này đã nhanh chóng được lưu truyền khắp nước Việt Nam, ở Pháp và các tầng lớp phản chiến khác. Bài ca càng ngày càng được dịch ra nhiều thứ tiếng và lan truyền khắp thế giới .
Trong đêm khai mạc Đại hội liên hoan quốc tế ca hát phản kháng chiến tranh tại La Habana, Cuba năm 1967, Ewan MacColl đã biểu diễn bài hát này cùng nữ nghệ sĩ Peggy Seeger, người bạn đời của ông và đã nhận được hàng tràng vỗ tay đề nghị biểu diễn lại.
Khi Đại hội liên hoan quốc tế ca hát phản kháng kết thúc, vợ chồng tác giả đã trao tặng bản nhạc Bài ca Hồ Chí Minh và ngoài bìa có ghi mấy câu thơ:
"Trên đời có những vật không thể thay đổi
Có những con chim không khuất phục bao giờ
Có những tên người sống mãi với thời gian
Hồ Chí Minh."

## Các phiên bản khác
Lời Việt của tác phẩm có tên Bài ca Hồ Chí Minh, được tác giả Phú Ân viết lời. Những giai điệu lời ca Bài ca Hồ Chí Minh quen thuộc tới mức ai cũng hát được, nhưng mấy ai biết tới cái tên Phú Ân! Ông cho biết, đã quen với cảm giác bị “lờ đi” này và chỉ mong ca sĩ nào sử dụng phần lời Việt do ông viết thì hãy hát cho đúng! 
Lần đầu tiên tác phẩm vang lên trong nước là ở Nhà hát Lớn Hà Nội đúng sinh nhật Bác năm 1967 bởi NSƯT Quang Hưng sau khi được chính Ewan MacColl dạy hát tiếng Anh.
Quang Hưng nói: Tôi xúc động đến trào nước mắt khi nghe bài hát ca ngợi Bác Hồ của một nhạc sĩ nước ngoài sống cách xa ta nửa vòng trái đất. Hàng ngàn thính giả đã lặng đi khi nghe MacColl hát đến đoạn..."Hồ Chí Minh - mùa xuân, chứa chan muôn niềm tin, người từ chân lý sinh ra, vì thế giới hòa bình, người hiến dâng đời mình. Hồ, Hồ, Hồ Chí Minh". Hồ Chí Minh là một cái tên Việt Nam khắc sâu trong lòng bạn bè thế giới. Những người yêu hòa bình trên khắp các vùng đất tôi đi qua đều dành cho Việt Nam một tình cảm nồng hậu, một trái tim cảm thông và sự sẻ chia tận cùng. Ngay lúc ấy, tôi nghĩ về Tổ quốc, về Bác Hồ kính yêu, về đồng bào mình đang ngày đêm chiến đấu giành lấy độc lập, tự do. MacColl hát Tiến về Sài Gòn, tôi hát bài hát ca ngợi Bác Hồ do anh sáng tác, chúng tôi như hòa làm một.
Cũng như bài ca The Ballad of Stalin viết về Stalin, mà MacColl cũng sáng tác trong thời gian này, cả 2 bài hát không thành công lắm trong sự nghiệp sáng tác của ông, nhưng có thời được biết nhiều riêng trong các quốc gia, quê hương của 2 lãnh tụ.
The Ballad of Ho Chi Minh cũng được dịch ra nhiều thứ tiếng khác như: Pháp, Thụy Điển, Tây Ban Nha, Nhật,..